# Philippe Boyer
Philippe Boyer (Fontainebleau, 30 de marzo de 1956) es un deportista francés que compitió en ciclismo en la modalidad de pista. Ganó una medalla de plata en el Campeonato Mundial de Ciclismo en Pista de 1985, en la prueba del kilómetro contrarrelof.

## Medallero internacional
| Campeonato Mundial | Campeonato Mundial | Campeonato Mundial | Campeonato Mundial    |
| Año                | Lugar              | Medalla            | Competición           |
| ------------------ | ------------------ | ------------------ | --------------------- |
| 1985               | Bassano (Italia)   | Medalla de plata   | 1 km contrarreloj (A) |